# دیکا مم
دیکا مم (فرانسوی: Dika Mem‎؛ زادهٔ ۳۱ اوت ۱۹۹۷) بازیکن هندبال اهل فرانسه است.
از باشگاه‌هایی که در آن بازی کرده‌است می‌توان به باشگاه هندبال بارسلونا اشاره کرد.